# Långtidsminne
Långtidsminnet är den del av minnet dit den långvariga lagringen av information blir överförd från korttidsminnet (arbetsminnet). Lagringen är beroende av hur viktigt stoffet är och hur mycket det bearbetas.
Långtidsminnet byggs upp av hierarkiska minnesrepresentationer, "minnesmodeller". För att återkalla minnesstoff från långtidsminnet krävs lämpliga ledtrådar. En del material går inte att återkalla, som till exempel händelser i den tidiga barndomen, eftersom detta har lagrats i det omedvetna.
Det explicita långtidsminnet består, i vissa teoretiseringar av fenomenet, av två delar; det semantiska minnet och episodminnet, den senare lagrar minnet av händelser vi minns klart och tydligt.
Det implicita långtidsminnet, procedurminnet, även icke-deklarativt minne, lagrar "know-how", det vill säga hur man gör när man cyklar eller går på två ben. Eller talar ett språk. Väl inövade/automatiserade procedurminnen blir permanenta och försvinner inte ens vid Alzheimers demens.